# Lucio Aurelio Oreste (console 126 a.C.)
Lucio Aurelio Oreste  (latino: Lucius Aurelius Orestes) (fl. II secolo a.C.) è stato un politico e generale romano.

## Biografia
Figlio del console del 157 a.C., Oreste fu eletto console nel 126 a.C. con Marco Emilio Lepido; ricevette dal Senato l'ordine di portarsi in Sardegna per debellare una nuova rivolta della popolazione locale. Oreste rimase nell'isola ben tre anni ed al suo ritorno a Roma, nel 122 a.C., gli fu tributato il trionfo. In Sardegna ai suoi ordini vi furono Gaio Sempronio Gracco, che fu questore, e Marco Emilio Scauro, poi console nel 115 a.C..
Oreste, con il fratello Gaio, è menzionato come oratore da Cicerone. Di loro è rimasta la citazione:
(Marco Tullio Cicerone, Brutus, 94.)